# پاپ بندیکت پانزدهم
پاپ بندیکت پانزدهم (به انگلیسی: Benedict XV) (تولد ۲۱ نوامبر ۱۸۵۴ – درگذشته ۲۲ ژانویه ۱۹۲۲) یکی از پاپ‌های کلیسای کاتولیک رم بود که در ایتالیا به دنیا آمد و از ۱۹۱۴ تا ۱۹۲۲ میلادی پاپ بود.
پاپ بندیکت پانزدهم همزمان با جنگ جهانی اول که بین سال های ۱۹۱۴ تا ۱۹۱۸ میلادی به وقوع پیوست، رهبر کلیسای کاتولیک روم و حاکم واتیکان بود.

## جنگ جهانی اول
پاپ بندیکت پانزدهم همزمان با جنگ جهانی اول که بین سال های ۱۹۱۴ تا ۱۹۱۸ میلادی به وقوع پیوست، رهبر کلیسای کاتولیک روم و حاکم واتیکان بود.